# Empire (revista)
Empire es una revista de cine británica, publicada mensualmente por la compañía Bauer Media Group. Desde su primer número en julio de 1989, la revista fue editada por Barry McIlheney y publicada por Emap, hasta principios de 2008, cuando la compañía fue adquirida por Bauer. Es la revista de cine más vendida en el Reino Unido, siendo Total Film su rival comercial directo. Es además publicada en Australia, Turquía y Rusia.  
Empire organiza los llamados Premios Empire, los cuales fueron patrocinados por Sony Ericsson hasta 2009, siendo posteriormente reemplazado por la compañía Jameson. Los premios son elegidos por los lectores de la revista a través de una votación.

## Editores
La revista Empire ha tenido ocho editores:
- Barry McIlheney (números 1 - 44)
- Phil Thomas (números 45 - 72)
- Andrew Collins (números 73 - 75)
- Mark Salisbury (números 76 - 88)
- Ian Nathan (números 89 - 126)
- Emma Cochrane (números 127 - 161)
- Colin Kennedy (números 162 - 209)
- Mark Dinning (números 210 - presente)

## Las 500 mejores películas
En septiembre de 2008, la revista publicó un listado que reunía el consenso de 10,000 lectores, 150 cineastas y 50 críticos profesionales. El resultado fue el artículo "las 500 mejores películas de la historia". El top incluía en sus primeros lugares los siguientes títulos:
| Clasificación | Título de película                             | Director             | Año de estreno |
| ------------- | ---------------------------------------------- | -------------------- | -------------- |
| #1            | The Godfather                                  | Francis Ford Coppola | 1972           |
| #2            | Raiders of the Lost Ark                        | Steven Spielberg     | 1981           |
| #3            | Star Wars: Episode V - The Empire Strikes Back | Irvin Kershner       | 1980           |
| #4            | The Shawshank Redemption                       | Frank Darabont       | 1994           |
| #5            | Jaws                                           | Steven Spielberg     | 1975           |
| #6            | Goodfellas                                     | Martin Scorsese      | 1990           |
| #7            | Apocalypse Now                                 | Francis Ford Coppola | 1979           |
| #8            | Singin' in the Rain                            | Gene Kelly           | 1952           |
| #9            | Pulp Fiction                                   | Quentin Tarantino    | 1994           |
| #10           | Fight Club                                     | David Fincher        | 1999           |
| #11           | Raging Bull                                    | Martin Scorsese      | 1980           |